# Liste der Biografien/Langf
Liste der Biografien |
Portal Biografien |
Personensuche
# |
A |
B |
C |
D |
E |
F |
G |
H |
I |
J |
K |
L |
M |
N |
O |
P |
Q |
R |
S |
T |
U |
V |
W |
X |
Y |
Z |
?
 
La |
Lb |
Lc |
Le |
Lg |
Lh |
Li |
Lj |
Ll |
Lm |
Lo |
Lp |
Lt |
Lu |
Lv |
Lw |
Lx |
Ly |
Lz
 
Laa |
Lab |
Lac |
Lad |
Lae–Lah |
Lai |
Laj |
Lak |
Lal |
Lam |
Lan |
Lao |
Lap |
Laq |
Lar |
Las |
Lat |
Lau |
Lav |
Law |
Lax |
Lay |
Laz
 
Lana |
Lanc |
Land |
Lane |
Lanf |
Lang |
Lanh |
Lani |
Lanj |
Lank |
Lanl |
Lanm |
Lann |
Lano |
Lanp |
Lanq |
Lanr |
Lans |
Lant |
Lanu |
Lanv |
Lanw |
Lanx |
Lany |
Lanz
 
Langa |
Langb |
Langd |
Lange |
Langf |
Langg |
Langh |
Langi |
Langj |
Langk |
Langl |
Langm |
Langn |
Lango |
Langr |
Langs |
Langt |
Langu |
Langv |
Langw 
Die Liste der Biografien führt alle Personen auf, die in der deutschsprachigen Wikipedia einen Artikel haben. Dieses ist eine Teilliste mit 26 Einträgen von Personen, deren Namen mit den Buchstaben „Langf“ beginnt.

## Langf

### Langfe
- Langfeld, Adolf (1854–1939), deutscher Jurist, Politiker und Staatsminister
- Langfeld, Josh (* 1977), US-amerikanischer Eishockeyspieler
- Langfeld, Julius (* 1995), deutscher Fußballspieler
- Langfelder, Gertrude (1884–1958), deutsche Schauspielerin, Regisseurin und Hörspielsprecherin
- Langfeldt, Johannes (1893–1981), deutscher Bibliothekar
- Langfeldt, Rainer (* 1950), deutscher Maler

### Langfi
- Langfield, Jamie (* 1979), schottischer Fußballtorwart

### Langfo
- Langford Ginibi, Ruby (1934–2011), australische Schriftstellerin und Historikerin
- Langford, Bonnie (* 1964), britische Schauspielerin
- Langford, Cal (* 1959), kanadischer Bobfahrer
- Langford, David (* 1953), britischer Science-Fiction-Autor, -Herausgeber und -Kritiker
- Langford, Frances (1913–2005), US-amerikanische Sängerin und Schauspielerin
- Langford, Gordon (1930–2017), britischer Arrangeur und Komponist
- Langford, Josephine (* 1997), australische Schauspielerin
- Langford, Katherine (* 1996), australische SchauspielerinKatherine Langford (* 1996)

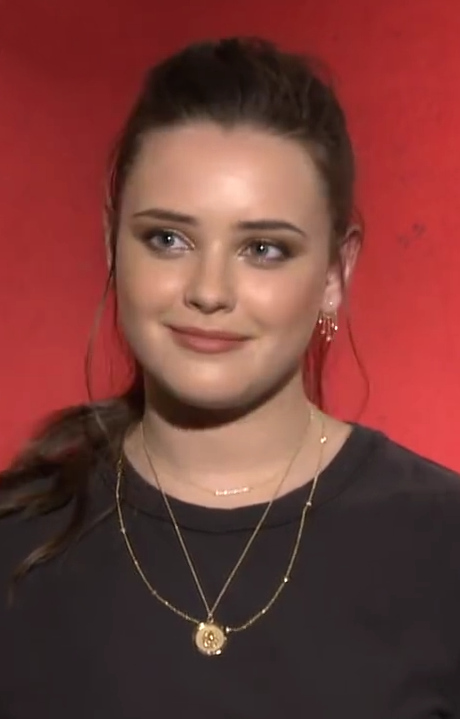
Katherine Langford (* 1996)

- Langford, Keith (* 1983), US-amerikanischer Basketballspieler
- Langford, Kevin (* 1985), US-amerikanischer Basketballspieler
- Langford, Kyle (* 1996), britischer Mittelstreckenläufer
- Langford, Larry (1948–2019), US-amerikanischer Politiker
- Langford, Mary (1894–1973), britische Schwimmerin
- Langford, Romeo (* 1999), US-amerikanischer Basketballspieler
- Langford, Sam (1883–1956), kanadischer Boxer
- Langford, William (1896–1973), kanadischer Ruderer
- Långfors, Arthur (1881–1959), finnischer Romanist, Hochschulrektor und Diplomat

### Langfu
- Langfus, Anna (1920–1966), polnisch-französische Schriftstellerin
- Langfus, Lejb (1910–1944), polnischer Häftling des Sonderkommandos des KZ Auschwitz-Birkenau